# Aliboufier
Styrax officinalis · Styrax officinal
Espèce
Classification phylogénétique
L’aliboufier ou styrax officinal (de son nom scientifique Styrax officinalis L.) est une espèce de plantes à fleurs de la famille des Styracacées. Il est originaire du sud de l'Europe et du Moyen-Orient.

## Description
C'est un arbuste qui pousse sur un sol frais et humide. Il est adapté aux sols calcaires. Il se développe au soleil, ou à la mi-ombre. Il est souvent buissonnant (5-7 m de haut), très ramifié. Les jeunes tiges sont pubescentes. Son écorce est lisse, d'un brun grisâtre, et s'écaille en vieillissant. Son feuillage est caduc. Les feuilles sont alternes, font 6-8 cm, sont ovales ou obovales, l'apex est pointu, la nervure centrale est fortement marquée, plus claire. Les feuilles sont d'un beau vert sur la face supérieure alors que la face inférieure est blanchâtre et cotonneuse.
La floraison de l'aliboufier a lieu au printemps/été (mai - juin). La fleur est blanche, parfumée et mellifère. Les fleurs sont bisexuées, axilaires, en clochettes pendantes (2 cm), réunies en bouquets terminaux. La corolle à 5-7 pétales possède de nombreux anthères jaunes, le calice est à cinq lobes.
Les fruits apparaissent en été (juillet-août), il s'agit d'une petite drupe ovoïde de la taille d'une noisette, charnue, blanc-verdâtre. La drupe renferme le plus souvent une seule graine ronde, brune, lisse et très dure.
Plusieurs variétés botaniques existent :
- Styrax officinalis var. californicus (Torr.) Rehder (1915) (synonyme : Styrax californicus Torr.)
- Styrax officinalis var. fulvescens (Eastw.) Munz & I.M. Johnst. (1924) (synonyme : Styrax californicus var. fulvescens Eastw.)
- Styrax officinalis var. jaliscanus (S. Watson) Perkins (1907) (synonyme : Styrax jaliscana S.Watson)
- Styrax officinalis subsp. redivivus (Torr.) Thorne (1978) (synonymes : Darlingtonia rediviva Torr., Styrax officinalis var. redivivus (Torr.) R.A.Howard)

## Utilisation
Pline, dans son Histoire naturelle, indique que cet arbuste pousse en Syrie. Là-bas, dit-il, on s'en sert comme parfum et pour mettre les serpents en fuite. On l'emploie aussi dans la médecine durant l'Antiquité romaine contre la toux, les affections de gorge et de poitrine, ainsi que les écrouelles (inflammation de ganglions lymphatiques présents dans le cou); il favorise la menstruation et la digestion. Enfin, comme nombre de plantes chez Pline, il entrait dans la composition d'antidotes contre les poisons, en particulier la grande ciguë.
Lorsqu'on pratique des incisions sur le tronc, il s'écoule des gouttes blanches de styrax liquide qui s'épaissit progressivement au contact de l'air. Ce baume est riche en acide benzoïque. La résine de l'aliboufier est utilisée comme encens. C'est une catégorie de benjoin, commercialement appelé Storax,.
Nous utilisons aujourd'hui un baume à base de styrax, qui a des propriétés cicatrisantes et antiseptiques.

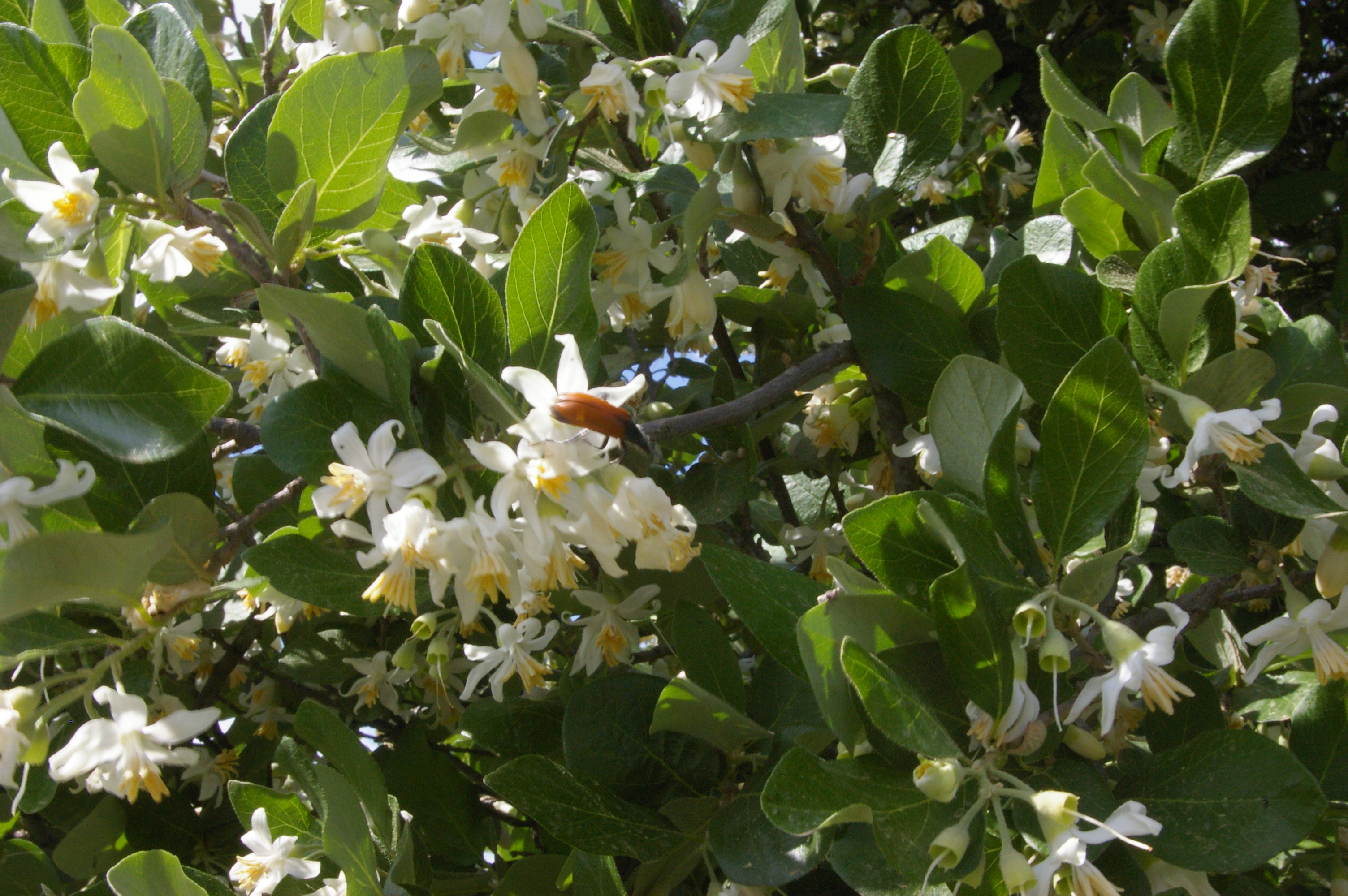
Floraison
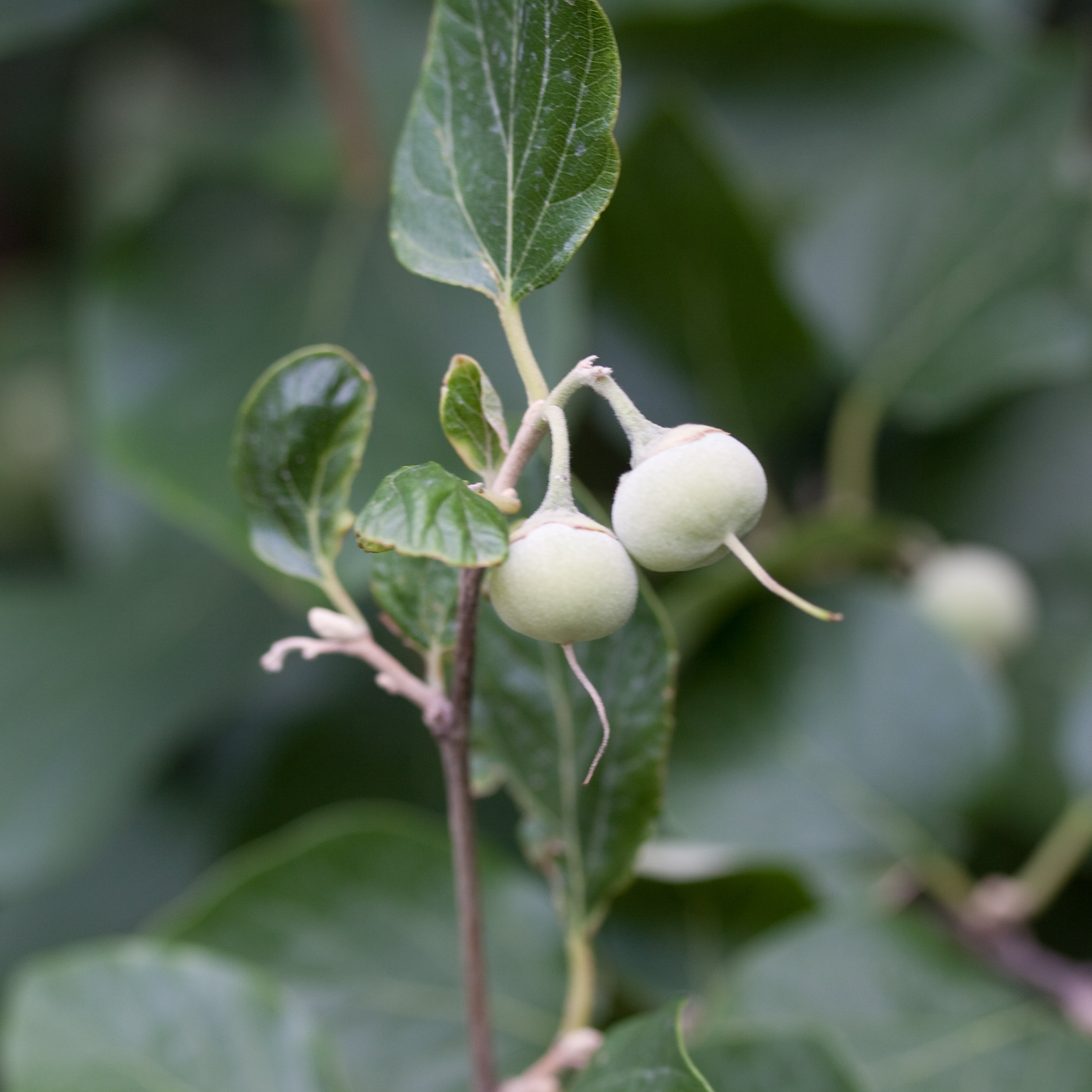
Fruits
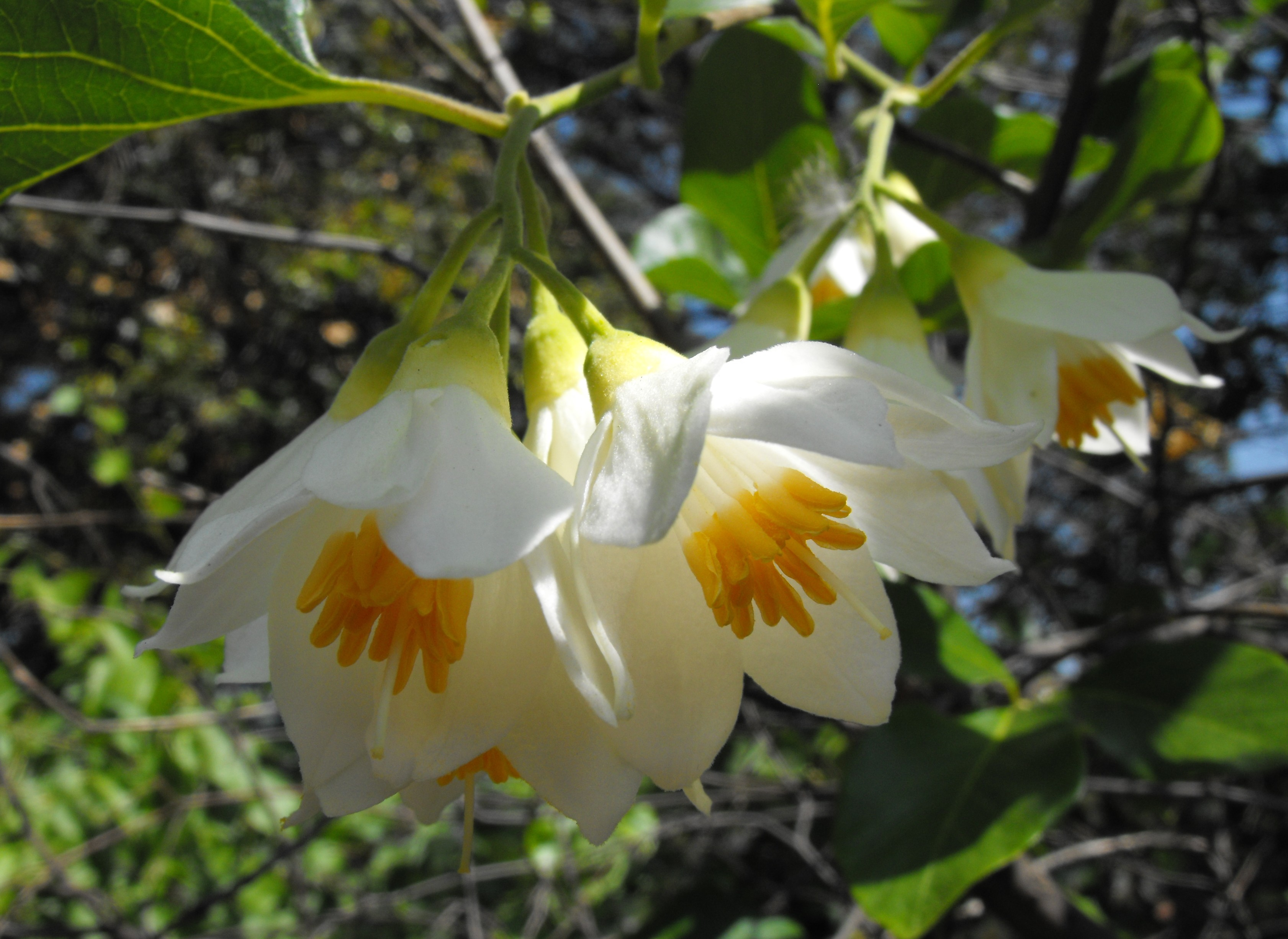
Fleurs